# فتح فدك
فتح فدك أو استسلام فدك هو حدث في أيار 628 م، الشهر الثاني من السنة السابعة للهجرة من التقويم الإسلامي.
لقد علم النبي محمد أن أهل فدك اجتمعوا لقتال المسلمين إلى جانب يهود خيبر. فأرسل إليهم عليًّا.
استسلم أهل فدك دون قتال، وعقدوا معاهدة سلام وتنازلوا عن بعض الأراضي التي تحت سلطتهم وقد تُشكل خطرًا مستقبليًّا جغرافيًّا للمسلمين.
وأهدوا النبي محمد فدك، فأخذها بوصفها فيئًا، حيث لم يكن هناك مقاتلون مسلمون مشاركون في فدك لتقاسم الغنائم. وقد أعطى النبي محمد كل الثروة للأيتام واستخدمها أيضًا لتمويل زواج الشباب المحتاجين إلا أرض فدك كانت الوحيدة التي أصبحَت مُلكًا للنبي محمد من كل غزواته.

## فتح فدك
وفي أثناء المفاوضات مع يهود خيبر، أرسل النبي محمد شخصًا يُدعى مهسيا بن مسعود (Mahsia bin Masood)، ليرسل رسالة إلى يهود فدك، يطلب منهم الاستسلام أو أن يتعرضوا للهجوم كما حدث في خيبر، ولم يكن اختيره لعلي عبثًا بل ليُذكرهم بما صنع علي في مرحب.
ولما سمع أهل فدك بما حدث ليهود خيبر أُصيبوا بالرعب. فطلبوا معاهدة سلام فورًا، وفي المقابل ولتأكيد أنهم لن يشكلوا خطرًا على دولة المسلمين الوليدة تخلوا عن جزء من ثوراتهم للمسلمين.
وبعد أن استسلم يهود خيبر للنبي محمد، وبعد أن فقدوا مصدر رزقهم الوحيد، طلبوا منه أن يعيدهم إلى أملاكهم مقابل نصف حصة المحصول. وقد رَحِم بهم النبي محمد كما وجد أنه من الأسهل لهم إعادة توظيفهم، حيث كان لليهود بالفعل خبرة كبيرة في أرضهم، في حين لم يكن للمسلمين أي خبرة في الزراعة، وبذلك ستبقى الأرض قاحلة ولا أحد ينعم بخيرها. فصالح النبي محمد يهود خيبر وأعادهم إلى أرضهم، ولكن بشرط أن يحتفظ بحق نفيهم في حال حاولوا تشكيل أي جبهة قتالية. ولم يكن أمام اليهود خيار سوى الموافقة. وقد تم تطبيق نفس الشروط على يهود فدك، وقد أعاد لهم بعض أراضيهم.
وبما أن جزء من فدك أصبحَت ملكية خاصة للنبي محمد، حيث لم يكن هناك مقاتلون مسلمون مشاركون في فدك لمشاركة الغنائم معهم. قام محمد بتوزيع كامل الثروة على الأيتام وموّل زواج الشباب المحتاجين عدا أرض فدك.
وترتبط الآيتان 6 و7 من سورة الحشر من القرآن الكريم أيضًا بهذا الحدث: (وَمَا أَفَاءَ اللَّهُ عَلَىٰ رَسُولِهِ مِنْهُمْ فَمَا أَوْجَفْتُمْ عَلَيْهِ مِنْ خَيْلٍ وَلَا رِكَابٍ وَلَٰكِنَّ اللَّهَ يُسَلِّطُ رُسُلَهُ عَلَىٰ مَن يَشَاءُ ۚ وَاللَّهُ عَلَىٰ كُلِّ شَيْءٍ قَدِيرٌ (6) مَّا أَفَاءَ اللَّهُ عَلَىٰ رَسُولِهِ مِنْ أَهْلِ الْقُرَىٰ فَلِلَّهِ وَلِلرَّسُولِ وَلِذِي الْقُرْبَىٰ وَالْيَتَامَىٰ وَالْمَسَاكِينِ وَابْنِ السَّبِيلِ كَيْ لَا يَكُونَ دُولَةً بَيْنَ الْأَغْنِيَاءِ مِنكُمْ ۚ وَمَا آتَاكُمُ الرَّسُولُ فَخُذُوهُ وَمَا نَهَاكُمْ عَنْهُ فَانتَهُوا ۚ وَاتَّقُوا اللَّهَ ۖ إِنَّ اللَّهَ شَدِيدُ الْعِقَابِ (7))، حيث أراد النبي محمد تدويل الأموال في أيدي الفقراء والطبقة الوسطى.

## يهود فدك في عهد عمر
وبعد ست سنوات، عندما أصبح عمر الخطاب خليفة، أخرج جميع اليهود من خيبر وفدك. فأرسل أبا الهيثم مالك بن التيهان ليقدر لهم قيمة الأرض التي يملكونها (وهم يملكون نصف الأرض) ويرد لهم نصف قيمة التربة.